# Nyctomyini
De Nyctomyini is een geslachtengroep van knaagdieren uit de Neotominae die voorkomt van Midden-Mexico tot Midden-Panama. Deze geslachtengroep omvat slechts twee soorten, elk in een apart geslacht: Nyctomys sumichrasti (Midden-Mexico tot Midden-Panama, behalve het schiereiland Yucatán) en Otonyctomys hatti (Yucatán). Deze twee soorten werden vroeger als verwanten van de Thomasomyini gezien, maar later geassocieerd met de Tylomyinae. Het is echter onduidelijk of de twee groepen binnen de Tylomyinae (Nyctomyini en Tylomyini) wel nauw aan elkaar verwant zijn (Musser & Carleton, 2005).
De Nyctomyini omvat middelgrote tylomyine knaagdieren met een bruinachtige vacht. De staart is dichtbehaard en penseelachtig. De schedel is kort. Het rostrum is gedrongen. Het jukbeen is dun, maar de arcus zygomaticus is compleet. De dieren hebben zes borst- en dertien buikwervels. De eerste bovenkies is ovaal. De derde bovenkies is kleiner dan de tweede.